# Mikkel Kessler
Mikkel Kessler (Copenaghen, 1º marzo 1979) è un ex pugile danese.
Soprannominato, The Viking Warrior, è stato cinque volte campione del mondo dei pesi supermedi, avendo conquistato tre volte il titolo WBA ed in due occasioni quello WBC di categoria. Tra i più noti pugili del panorama boxistico europeo, è inoltre noto per aver preso parte al Super Six World Boxing Classic.

## Biografia
Kessler è nato da madre inglese e padre danese. Ha iniziato una campagna in origine come un peso medio jr. e poi medi per i primi 22 incontri della sua carriera. Ha vinto 16 dei suoi primi 22 combattimenti da knockout (KO).
Kessler ha incontrato il collega imbattuto campione Joe Calzaghe. L'incontro ha avuto luogo al Millennium Stadium di Cardiff il 3 novembre 2007, davanti a oltre 50.000 tifosi (allora la più grande boxe event indoor nella storia europea) ed è stato un incontro di unificazione per la WBO / WBA / WBC / Ring Magazine middleweight super titoli. Kessler perso il match di unificazione con decisione unanime, con i giudici di punteggio la lotta: 117-111, 116-112, 116-112.

### Pesi Supermedi
Nel mese di ottobre 2009, Kessler decide di prendere parte al Super Six World Boxing Classic, un torneo organizzato dalla rete Showtime, in collaborazione con la Sauerland Event, per decretare il migliore nella categoria. Oltre a Kessler, la competizione vede la partecipazione di Carl Froch, Jermain Taylor, Andre Ward, Andre Dirrell e Arthur Abraham. Per l'occasione il gruppo musicale Volbeat ha inciso una canzone, "A Warrior's Call" al quale lo stesso Kessler ha partecipato, che accompagnerà il pugile sul ring prima di ogni incontro. Nel primo match è stato sconfitto dall'ex campione mondiale dei pesi medi André Ward ed ha poi sconfitto lo statunitense Allan Green.